# 中嶋ミチヨ
中嶋 ミチヨ（なかじま ミチヨ、本名：大村 美智代（おおむら みちよ）（旧姓：中嶋）、1973年1月2日 - ）は、日本の歌手・女優・声優。乙女塾3期生。2008年1月末でサンミュージックを退社。現在はハーベストムーン所属（業務提携）。
埼玉県志木市出身。豊南高等学校卒業。

## 来歴・人物
- 本人は、子供の頃は「目立つ存在でもなく、引っ込み思案」だったということで[1]、元々芸能界にはそれほど興味があったわけでもなく、ちょっと受けてみようかみたいな感覚でオーディションを受けたら合格した、と話していたことがある[1]。この頃は松田聖子に憧れ、姉と一緒に振り真似をしたりしていたという[1]。
- 乙女塾3期生だが、これ以前にスターダストプロモーションに所属し、タレント活動を行っていた時期もあった。
- 1991年にソロデビューしたが、これ以前にribbonのメンバー候補として予定されていた[1]。
- ソロデビュー以前より、容姿の可愛らしさから乙女塾メンバーの永作博美、三浦理恵子、瀬能あづさと並ぶ人気を得ていた。岡田有希子以来のサンミュージック、ポニーキャニオン共に一押しアイドルであり、デビュー当時は「最後の清純派」と言われていた。とても大人しい性格として知られる。独特の鼻にかかる声で「鼻声の魔術師」という二つ名を持つ[1]。
- 1991年、第33回日本レコード大賞で新人賞受賞（最優秀新人賞ノミネート）した他、各賞レースで新人賞を多く受賞[1]。
- デビュー当時の芸名は「中嶋美智代」だったが、1998年に名前をカナ表記にした「―ミチヨ」に改名。
- 元CoCoの宮前真樹とは「当時家に帰る方向が一緒だった」という関係から乙女塾時代からの親友で、現在も親交は続いている[1]。
- 1995年放送のアニメ「飛べ!イサミ」に出演、声優としての初作が主役でしかも全国区（NHK教育テレビ）の完全オリジナル作品ということで驚かせた。この前後の時期に主役級に本職の声優以外の芸能人を起用するテレビアニメが多発した。また、当時のアニラジ雑誌には中嶋が持っていたラジオ番組「中嶋美智代 胸いっぱいのしあわせ」がアニラジとして掲載されていた（声優デビュー以前の歌手デビュー直後から放送されていた番組なので、正確にはアニラジとは言えない）。
- 1998年にヘアヌード写真集を発売する。
- 夫はプロ野球・千葉ロッテマリーンズ外野手（当時）のサブロー（本名：大村三郎）で、2000年8月に結婚。現在は3人（2男1女）の子を持つ母でもある。
- テレビ朝日系「いきなり!黄金伝説。」の人気企画「1ヶ月1万円生活」の最初の挑戦者となる。「1ヶ月1万円生活」出演以降、夫に少額の小遣いしか渡さない、節約料理など締まり屋の節約妻として知られ、ワイドショーに出演することもある。
- D・N・ANGELでは監督・羽原信義の指名により起用。ちなみに羽原はアイドル時代からのファンであるという。

## ディスコグラフィー
※最高位はオリコン調べ、発売元はポニーキャニオン

### シングル
| №  | タイトル           | 発売日         | 最高位 | 楽曲制作                                            | 備考 |
| -- | ------------------ | -------------- | ------ | --------------------------------------------------- | --- |
| 1  | 赤い花束           | 1991年1月30日  | 9位    | 作詞: 遠藤京子 作曲: 羽田一郎 編曲: 武部聡志        | 『第33回日本レコード大賞』新人賞受賞曲                                                                     |
| 1  | 赤い花束           | 1991年1月30日  | 9位    | 作詞: 遠藤京子 作曲: 羽田一郎 編曲: 武部聡志        | c/w こ･ん･な 女の子                                                                                        |
| 2  | ひなげし           | 1991年4月17日  | 10位   | 作詞: 遠藤京子 作曲: 遠藤京子 編曲: 武部聡志        | 『らんま1/2 熱闘編』エンディングテーマ                                                                     |
| 2  | ひなげし           | 1991年4月17日  | 10位   | 作詞: 遠藤京子 作曲: 遠藤京子 編曲: 武部聡志        | c/w つめたいうわさ                                                                                         |
| 3  | 初恋通り           | 1991年7月17日  | 13位   | 作詞: 遠藤京子 作曲: 遠藤京子 編曲: 武部聡志        | VHS作品『乙女塾祭り』に収録されている。ちなみにジャケット写真は1st写真集「触れたら微熱」からのワンカット。 |
| 3  | 初恋通り           | 1991年7月17日  | 13位   | 作詞: 遠藤京子 作曲: 遠藤京子 編曲: 武部聡志        | c/w 秋のひまわり                                                                                           |
| 4  | とても小さな物語   | 1991年9月21日  | 15位   | 作詞: 小倉めぐみ 作曲: 都志見隆 編曲: 武部聡志      | 『日本歌謡大賞』他、数多くの新人賞を獲得                                                                   |
| 4  | とても小さな物語   | 1991年9月21日  | 15位   | 作詞: 小倉めぐみ 作曲: 都志見隆 編曲: 武部聡志      | c/w 春夏秋                                                                                                 |
| 5  | 思い出にもなれない | 1992年1月29日  | 19位   | 作詞: 小倉めぐみ 作曲: 都志見隆 編曲: 渡辺格        | テレビせとうち『花の魔法使いマリーベル』前期エンディングテーマ                                             |
| 5  | 思い出にもなれない | 1992年1月29日  | 19位   | 作詞: 小倉めぐみ 作曲: 都志見隆 編曲: 渡辺格        | c/w きっと出来るね!                                                                                        |
| 6  | 日記の鍵貸します   | 1992年5月21日  | 41位   | 作詞: 遠藤京子 作曲: 遠藤京子/羽田一郎 編曲: 新川博 | 2ndアルバム『たんぽぽ』未収録                                                                              |
| 6  | 日記の鍵貸します   | 1992年5月21日  | 41位   | 作詞: 遠藤京子 作曲: 遠藤京子/羽田一郎 編曲: 新川博 | c/w ここにいるから                                                                                         |
| 7  | 思われている       | 1992年9月18日  | 38位   | 作詞: 小倉めぐみ 作曲: 都志見隆 編曲: 新川博        | 『花の魔法使いマリーベル』後期エンディングテーマ                                                           |
| 7  | 思われている       | 1992年9月18日  | 38位   | 作詞: 小倉めぐみ 作曲: 都志見隆 編曲: 新川博        | c/w きらわれないように                                                                                     |
| 8  | 恥ずかしい夢       | 1993年1月21日  | 48位   | 作詞: 及川眠子 作曲: 後藤次利 編曲: 門倉聡          | イメージチェンジを図ったロック調の楽曲                                                                     |
| 8  | 恥ずかしい夢       | 1993年1月21日  | 48位   | 作詞: 及川眠子 作曲: 後藤次利 編曲: 門倉聡          | c/w ロンサム・シーズン 岡田有希子のアルバム『十月の人魚』収録曲のカバー                                    |
| 9  | ちょっと痛い関係   | 1993年5月21日  | 78位   | 作詞: 及川眠子 作曲: 後藤次利 編曲: 後藤次利        | 前作に引き続きロック調の楽曲                                                                               |
| 9  | ちょっと痛い関係   | 1993年5月21日  | 78位   | 作詞: 及川眠子 作曲: 後藤次利 編曲: 後藤次利        | c/w IKENAI♥約束                                                                                            |
| 10 | お手やわらかに     | 1993年10月21日 | 63位   | 作詞: 阿久悠 作曲: 川口真 編曲: 新川博              | 夏木マリのカバー                                                                                           |
| 10 | お手やわらかに     | 1993年10月21日 | 63位   | 作詞: 阿久悠 作曲: 川口真 編曲: 新川博              | c/w 木曜日                                                                                                 |
| 11 | 恋をしましょう     | 1994年7月21日  | -位    | 作詞: 澤地隆 作曲: 堺泰馬 編曲: 新川博              | 『東武動物公園』イメージ・ソング                                                                           |
| 11 | 恋をしましょう     | 1994年7月21日  | -位    | 作詞: 澤地隆 作曲: 堺泰馬 編曲: 新川博              | c/w ずっと Zooっと                                                                                         |
| 12 | 1･2･3 キメましょ   | 1998年6月10日  | -位    | 作詞: K.INOJO 作曲: HIRO HOZUMI 編曲: HIRO HOZUMI   | 『アイドル・リカちゃん1998』テーマソング このシングルのみ中嶋ミチヨ名義 発売元は東芝EMI                    |
| 12 | 1･2･3 キメましょ   | 1998年6月10日  | -位    | 作詞: K.INOJO 作曲: HIRO HOZUMI 編曲: HIRO HOZUMI   | c/w 恋のラブゲーム                                                                                         |

### 企画シングル
- 白鳥の湖（1997年7月20日）
作詞：スミダガワミドリ、作曲：神尾憲一
渋谷哲平・中嶋美智代名義での発表
'97三越夏休みファミリー劇場『名作ミュージカル白鳥の湖』メインテーマ、発売元はBeginners
c/w わたしのスカイブルー（'97三越夏休みファミリー劇場『名作ミュージカル白鳥の湖』オデット姫のテーマ）

### ビデオ
1. 中嶋美智代大全集1（1991年7月21日）
2. 中嶋美智代大全集2 "記念日。"（1991年12月4日）
3. 中嶋美智代大全集3 "納屋"（1992年7月17日）

## 出演
太字はメインキャラクター。

### テレビ番組
- パラダイスGoGo!!（フジテレビ）
- おはよう乙女塾（フジテレビ）
- 週刊スタミナ天国（フジテレビ）
- 乙女塾専科（フジテレビ）
- いきなり!黄金伝説。（テレビ朝日）
- ジャンクSPORTS（フジテレビ）
- ロンロバ！全力投球（TBS）
- ベースボールの泉（インターネットテレビ）

### テレビドラマ
- 社長になった若大将（1992年、TBS）
- ララバイ刑事（1993年、テレビ朝日）
- はぐれ刑事純情派 第9シリーズ 第14話「援助交際!? 変死したルームメイト」（1996年、テレビ朝日）
- 土曜ワイド劇場「街」（1997年、テレビ朝日） - 立科由里 役
- 新・同棲時代（1998年、TBS）
- 月曜ドラマスペシャル 坪内警部補・父と娘の事件簿（1998年、TBS）
- 暴れん坊将軍IX 第6話「だまされた男 芸者の吐息に仕掛けられた罠」（1998年、テレビ朝日） - お絹役
- こいまち 第9話（1999年、フジテレビ）
- 10年目の浮気（1999年、フジテレビ）
- はるちゃん6（2002年、フジテレビ）

### 映画
- どっちにするの。（1989年）
- ゴト師株式会社III（1994年）
- くノ一忍法帖 自来也秘抄（1995年）
- ゴト師株式会社スペシャル 警視庁防犯課第5104号事件（1995年）
- 30 －thirty－（1997年）

### Vシネマ
- 新・初体験物語（1992年）
- 今日から俺は!!（1993年）
- 今日から俺は!!2（1993年）
- リストラ代紋2（1997年）
- リストラ代紋3（1997年）
- 鍵師カチリ（1998年）

### 舞台
- ミュージカル・ピーターパン（1993年3月 - 12月） - ウェンディ 役
- 白鳥の湖（1997年） - 主役・オデット姫 役
- 走れメロス（1998年） - メロスの妹 役

### ラジオ
- 美智代のジャスト・イン・ミュージック（ABC）
- 中嶋美智代・胸いっぱいのしあわせ（GBS・BSS・HBC・RNC・KNB・IBC・YBC 他ネット）
- 中嶋美智代の♡に落書き（FM新潟）
- Radio THIS（MBS）
- MBSヤングタウン（MBS）
- 中嶋ミチヨのとってもスクランブル（大阪有線放送）
- しんドル（TFM）

### テレビアニメ
- 飛べ!イサミ（1995年） - 主役・花丘イサミ 役
- 未来少年コナンII タイガアドベンチャー（1999年） - ティアナ・グライユ 役[2]
- D・N・ANGEL（2003年） - 時の秒針 役

## 書籍

### 著書
- Silky(シルキー)（1993年12月、音楽専科社）ISBN 4900343595
- いきなり!黄金伝説。超節約レシピ50（2000年8月、テレビ朝日事業局出版部）ISBN 4881312413

### 写真集
- 触れたら微熱（1991年4月、ワニブックス、撮影：野村誠一）ISBN 4847021851
- 好きです(メディアライフ・シリーズ アイドルスペシャル)（1991年8月、小学館）ISBN 4091044522
- 中嶋美智代写真集（1992年2月、近代映画社、撮影：井ノ元浩二）ISBN 4764816849
- Be Natural（1992年6月、ワニブックス、撮影：渡辺達生）ISBN 4847022696
- そばにいて（1993年、学習研究社、撮影 ：木村晴）
- ラビリ（1993年8月、ワニブックス、撮影：井ノ元浩二）ISBN 4847023293
- 恋をしましょう(パパラブックス)（1994年6月、TIS、撮影：ZIGEN）ISBN 4886181058
- 気まぐれ(CAPRICE)（1995年2月、ぶんか社、撮影：木村晴）ISBN 4821120399
- NEWS'96（1996年6月、風雅書房、撮影：松本昌久）ISBN 4894241293
- ヌーズ（1998年12月、スコラ、撮影：宮澤正明）ISBN 479620525X